# Planseestraße
De Planseestraße (L255) is een 18,71 kilometer lange Landesstraße (lokale weg) in het district Reutte in de Oostenrijkse deelstaat Tirol. De straat sluit aan op de Lechtalstraße (B198) bij Reutte. Vervolgens loopt de weg langs de oevers van de Plansee langzaam omhoog naar de 1082 m.ü.A. hoge Ammersattel, gelegen op de grens met de Duitse deelstaat Beieren. Aldaar sluit de Planseestraße aan op de Beierse staatseg 2060., Het beheer van de straat valt onder de Straßenmeisterei Reutte.